# Antonino da Randazzo
Antonino da Randazzo (Randazzo, ... – Tropea, 1632) è stato un monaco cristiano e agiografo italiano, dell'Ordine dei frati minori.

## Biografia
Al secolo Tommaso Tetti, che prese il nome da Randazzo, un comune siciliano in provincia di Catania, fu autore agiografo di numerosi testi storici, in particolare relativi ai processi di canonizzazione, ai loro testimoni e alla vita di Santi, Beati e Venerabili. La sua produzione letteraria comprende “Cronache delle due vite dei Beati e Venerabili d'ambo i sessi nelle province dell'osservanza e della Riforma di Sicilia”, i cui originali sono conservati nel Convento di Santa Maria di Porto Salvo a Messina, e i tre volumi dei “Processi delle vite di molti frati e terziarii illustri della Sicilia”.
Nel 1620 venne nominato custode della Riforma francescana in Sicilia e Procuratore delle causa di canonizzazione dal Ministro generale dell'Ordine francescano dei frati minori, Benigno da Genova, che è  il titolo che viene concesso al moderatore supremo dell'Ordine dei Frati Minori. Sarà poi nominato anche Commissario visitatore in Puglia.

## Opere
- Il libro dei Processi di vite e miracoli di frati terziari, 3 volumi
- Monache e servi di Dio dell'Osservanza, 3 volumi
- Annales omnium tempourum, LXXXII
- Relationes historicae (Relazioni Storiche)
- Cronache delle due vite dei beati e venerabili d'ambo i sessi nelle province dell'osservanza e della Riforma di Sicilia, Messina
- Processi delle vite di molti frati e terziarii illustri della Sicilia, 3 volumi